# Aphelandra campii
Aphelandra campii är en akantusväxtart som beskrevs av Wasshausen. Aphelandra campii ingår i släktet Aphelandra och familjen akantusväxter. Inga underarter finns listade i Catalogue of Life.